# Zio Paperone monarca del bestiame
Zio Paperone monarca del bestiame (The Cattle King), nota anche come Paperino e il monarca del bestiame, è una storia a fumetti scritta e disegnata da Carl Barks.

## Storia editoriale

### USA
- Uncle Scrooge n. 69

### Italia
- Topolino n. 619;
- Albi della Rosa n. 1065;
- Noi due Paperino e Paperina;
- Anaf 60;
- Zio Paperone n. 33

## Trama
I protagonisti sono Paperon de Paperoni, Paperino e i nipotini. La storia è ambientata nel west. Le mandrie di zio Paperone vengono rubate da un allevatore disonesto. Zio Paperone contrattacca, usando effetti speciali. Paperino è catturato dai banditi e legato a un cactus gigante. Due dei nipotini si travestono da cuoca e con la loro pessima cucina mandano all'ospedale alcuni dei ladri di bestiame. L'allevatore disonesto spedisce un vagone pieno di dinamite contro il treno di Paperone, ma i nipotini progettano una contromanovra a base di calcolo differenziale e pessimi ingredienti di cucina e salvano inaspettatamente lo zio.